# David Netuka
David Netuka (* 25. května 1976 Hradec Králové) je český lékař, specializací neurochirurg.
Od dubna 2020, kdy převzal funkci po prof. Vladimíru Benešovi, je přednostou Neurochirurgické a neuroonkologické kliniky 1. lékařské fakulty Univerzity Karlovy a Ústřední vojenské nemocnice v Praze.
Hlavní oblasti jeho odborných aktivit jsou: cévní onemocnění mozku, léčba nádorů podvěsku mozkového (adenomů hypofýzy), celé spektrum nádorových procesů mozku a míchy a chirurgie baze lební včetně vestibulárních schwannomů.
Jeho vedlejší pracovní náplní je pedagogická činnost, doménou jeho přednášek na 1. LF UK v Praze je obor Neurochirurgie. Od roku 2008 přednáší na seminářích a kongresech. Je autorem odborných publikací a členem řady odborných společností. Podílí se na výzkumu a vývoji lékařské techniky, zejména neurochirurgické robotiky.

## Soukromý život
Narodil se v Hradci Králové, kde žil do roku 1994. Poté odešel na univerzitu do Prahy. Jeho otec, Ivan Netuka st. byl profesorem matematiky a děkanem Matematicko-fyzikální fakulty Univerzity Karlovy. Matka vystudovala na filozofické fakultě francouzštinu a španělštinu, její otec byl prof. Rudolf Petr, zakladatel neurochirurgické kliniky v Hradci Králové, průkopník české neurochirurgie, nositel ceny J. E. Purkyně. Jeho o tři roky starší bratr, prof. Ivan Netuka je také lékař – kardiochirurg v IKEM, kde v roce 2017 převzal po prof. Janu Pirkovi vedení Kliniky kardiovaskulární chirurgie. Je jedním z aktérů "kauzy IKEM". Byl vyšetřován pro podezření ze zjednání výhody při zadání veřejné zakázky.
David Netuka je ženatý. S manželkou Danielou, která je anestezioložkou, mají dvě děti, syna a dceru.

## Vzdělání
Středoškolské vzdělání získal v Hradci Králové na gymnáziu J. K. Tyla, kde maturoval v roce 1994. Ve výběru lékařské profese byl ovlivněn svým dědečkem, proto v letech 1994–2000 vystudoval všeobecné lékařství na 1. lékařské fakultě Univerzity Karlovy v Praze. Akademický rok 1996/1997 strávil na fakultě medicíny Ludvig-Maxmilians univerzity v Mnichově. V říjnu 2000 zahájil na 1. LF UK doktorské studium v oboru Neurovědy, jež ukončil v roce 2005 ziskem titulu Ph.D.
V říjnu 2003 získal atestaci z neurologie, v prosinci 2007 pak atestaci z neurochirurgie.
V roce 2010 následovala habilitace v oboru neurochirurgie. Habilitační práci předložil na cévní neurochirurgické téma: "Stenózy cév zásobujících mozek".
V roce 2018 byl jmenován profesorem pro obor Neurochirurgie na univerzitě Karlově. Téma profesorské přednášky: "Endoskopická endonazální operativa baze lební a intraoperační MRI". David Netuka se stal ve věku 42 let historicky nejmladším profesorem v neurochirurgickém oboru v Česku.
Stáže a kurzy
Během studií strávil dva měsíce praxe na dvou klinikách v Německu, a dva měsíce v USA, z toho 1 měsíc na klinice Mayo. Mezi lety 2002 až 2005 absolvoval čtyřletý kurz Evropské neurochirurgické asociace. V letech 2006–2018 absolvoval v Evropě a Spojených státech stáže a kurzy v celkové délce trvání 25 týdnů.

## Publikace
Je autorem a spoluautorem 3 monografií a desítek článků publikovaných v časopisech s tzv. impaktním faktorem.
Za monografii "Adenomy hypofýzy – diagnostika a komplexní léčba" získal spolu s kolektivem spoluautorů cenu České lékařské společnosti JEP za nejlepší knižní publikace v roce 2019 (2. místo), a Cenu Bedřicha Hrozného za tvůrčí počin za rok 2019.
Monografie
- Neuroanestezie a základy neurointenzivní péče (2. přepracované a doplněné vydání), 2020, Tomáš Tyll, Vlasta Dostálová, David Netuka a kol.
- Adenomy hypofýzy, 2019, David Netuka a kol.
- Neuroanestezie a základy neurointenzivní péče, 2014, Tomáš Tyll, Vlasta Dostálová, David Netuka a kol.

## Členství a organizační činnost
Členství v Odborných společnostech
- člen České neurochirurgické společnosti (od roku 2001)
- individuální členství v Evropské asociaci neurochirurgických společností (od roku 2004)
- člen Young Neurosurgeons Committee of EANS (2007–2013)
- člen Individual Membership Committee of EANS (2009–nyní)
- člen Post-Graduate Education Committee of EANS (2010–2016)

Členství v Redakčních radách
- Rozhledy v chirurgii
- Neurosurgical Review

Členství – ostatní
- Člen akreditační komise pro obor specializační vzdělávání: neurochirurgie
- Člen zkušební komise pro atestační zkoušky v oboru: neurochirgie
- Člen oborové rady GA UK, Sekce C – lékařské vědy
- Oborová rada NEUROVĚDY: školitel

### Organizační činnost
- Kongres EANS, 2014, Praha, ČR – předseda vědeckého výboru
- Prague Neuro Week, 2018, Praha, ČR – předseda vědeckého výboru
- Kurz Evropské asociace neurochirurgických společností v Praze: 2001, 2002, 2005, 2009, 2013, 2017
- Wintermeeting Evropské asociace neurochirurgických společností, Praha, 2005
- Kongres klinické neurologie, Praha, 2002
- Pracovní dny České a slovenské neurochirurgické společnosti, Praha, 2003, 2009
- Kongres České a slovenské neurochirurgické společnosti, Konopiště, 2019
- Kuncův memoriál, Praha, 2001, 2002, 2003, 2004, 2005, 2006, 2007, 2008, 2011, 2012, 2015, 2016, 2017, 2018, 2019
- Kongres European Skull Base Society, Praha, 2007[15][16]